# كارميلو ميراندا
كارميلو ميراندا (بالإسبانية: Carmelo Miranda)‏ ولد بتاريخ 20 ديسمبر 1969 في أراندا دي دويرو، إسبانيا، هو دراج إسباني سابق.

## روابط خارجية
- كارميلو ميراندا على موقع أرشيف الدراجات (الإنجليزية)
- كارميلو ميراندا على موقع إحصائيات الدراجات الإحترافية (الإنجليزية)
- كارميلو ميراندا على موقع نسبة الدراجات (الإنجليزية)